# Caverna Chapéu Mirim I e II
Cavernas Chapéu Mirim I e II são cavernas pertencentes ao PETAR, localizado na cidade de Apiaí, consideradas Sítio da Geodiversidade de Relevância Nacional. 
O nome da gruta "Chapéu" vem em alusão à gruta do Chapéu que fica próxima, "Mirim" por ser esta de pequenas dimensões e I e II para diferenciar suas localizações.

## Caracterização
Cavernas do Chapéu Mirim I e II estão integradas num mesmo Sistema de Cavernas, cuja drenagem é afluente do Córrego do Chapéu. Estas grutas são subsuperficiais, situadas pouco abaixo da superfície do terreno em contato direto como o epicarste. Elas possuem atrativos espeleológicos, tendo como suas principais funções o viés educacional e turístico (recreativo) de interesse ecológico. 
Caverna do Chapéu Mirim I tem 169 m de extensão e 8 m de desnível e a Chapéu Mirim II tem 58 m de extensão. Ambas fazem parte do circuito da caverna do Chapéu, composta pelas cavernas Chapéu Mirim I, Chapéu Mirim II, Aranhas e Chapéu.
A gruta do Chapéu Mirim I é mais ornamentada que a gruta do Chapéu Mirim II, exibindo em seu interior alguns espelotemas pendentes, tais como estalactites, cortinas em estágio inicial de evolução e escorrimentos. De maneira geral, não há espeleotemas no pavimento das cavernas, que é recoberto por cascalhos na gruta do Chapéu Mirim I, e em rocha na gruta do Chapéu Mirim II.

## Histórico
Descritos pelo naturalista alemão Ricardo Krone no início do século XX. O local pertencia à Fazenda do Estado de São Paulo, mas foi desapropriado pela em 1910 e passado à administração do Instituto Geográfico e Geológico (IGG) em 1957 e que realizaram diversas atividades a partir do núcleo Caboclos, tais como estudos e registro de cavernas da região, organização das de atividades de uso público e o encaminhamento da proposta que resultou na criação do PETAR. Para isso, durante a década de 1960, foram feitas explorações espeleológicas e topográficas desta gruta.
No início dos anos de 1980, quando o Parque foi efetivamente implantado, começaram a receber visitação mais regular, com aumento significativo a partir da segunda metade dos anos 1990. Nesse período houve implantação da Trilha do Chapéu (roteiro das cavernas Chapéu, Chapéu Mirim I e II e Aranhas), com construção de degraus, pontes e placas de sinalização e informativas (estudo do meio). Apesar disso, o Núcleo Caboclos continua a ter menos visitação que o Santana.

## Chapéu Mirim I

### Atrativos
Entre os principais atrativos está a facilidade de acesso, entrada ampla e galeria com feições vadosas e freáticas em níveis superiores.
A travessia (entrada por uma boca e saída por outra) não apresenta ramificações e é de nível fácil. Seu circuito, com cerca de 100 m de visitação, se dá com transposição do rio e caminhamento sempre em sentido contrário de sua correnteza.

### Fauna
Fauna aquática presente no corpo d'água da caverna é composto por 20 morfoespécie , sendo uma troglomórfica, o anfípode do gênero Hyalella. Em relação às ocorrências de espécies indicadoras de boa qualidade de água, estas foram representativas na composição faunística, mas pouco abundantes, como Trichoptera, Plecoptera, Ephemeroptera e Amphipoda. Entre a fauna terrestre, já foram identificadas 53 morfoespécies de invertebrados e duas de vertebrados, sendo que duas espécies apresentam troglomorfismos.
A presença de recursos tróficos na caverna, como raízes, folhiço, detritos vegetais carregados pelo rio, guano de morcego carnívoro, entre outros, é um dos motivos pela diversidade encontrada no local. Por isso, ela foi classificada como caverna de baixa fragilidade para fauna terrestre.

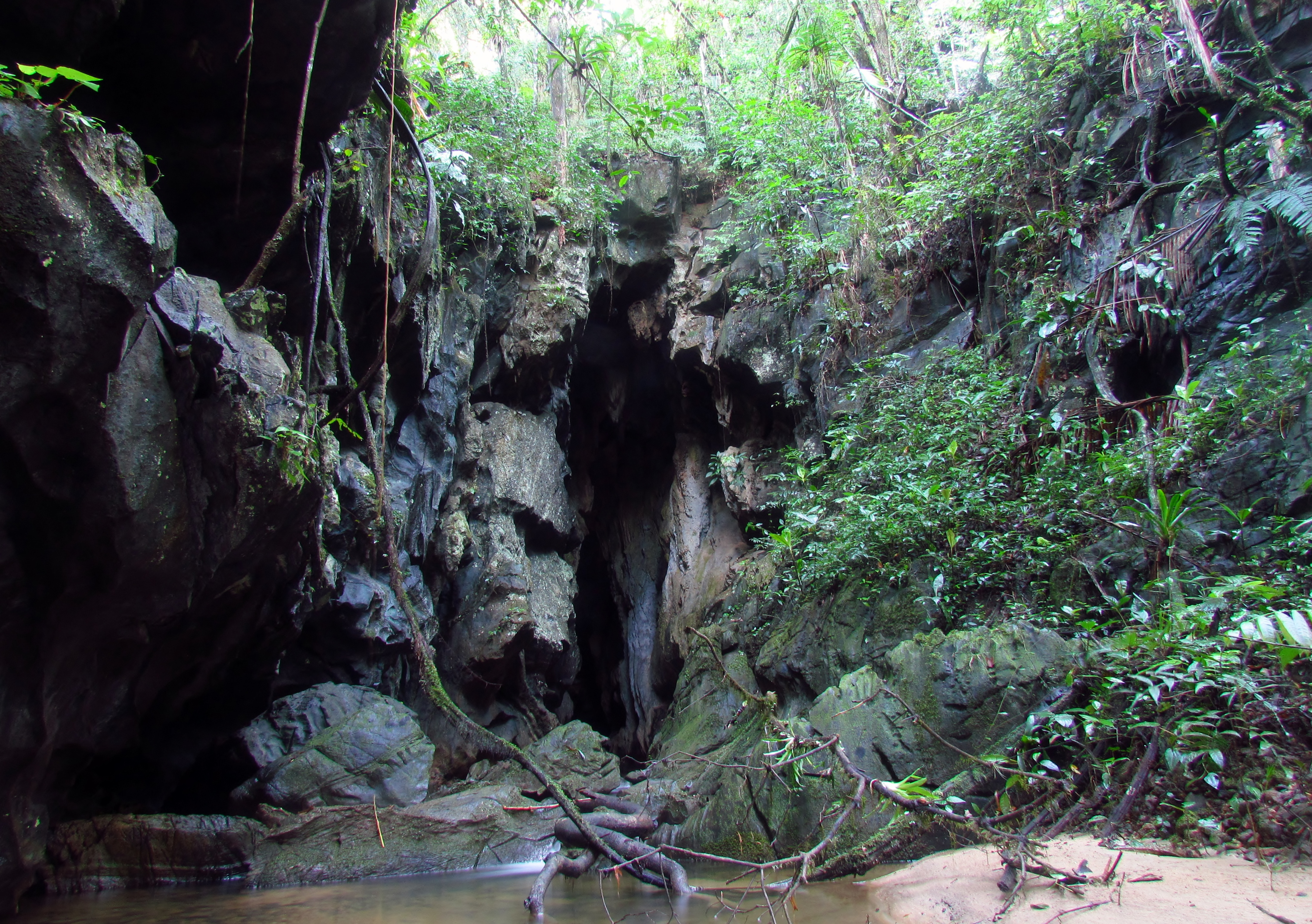
Ressurgência da gruta
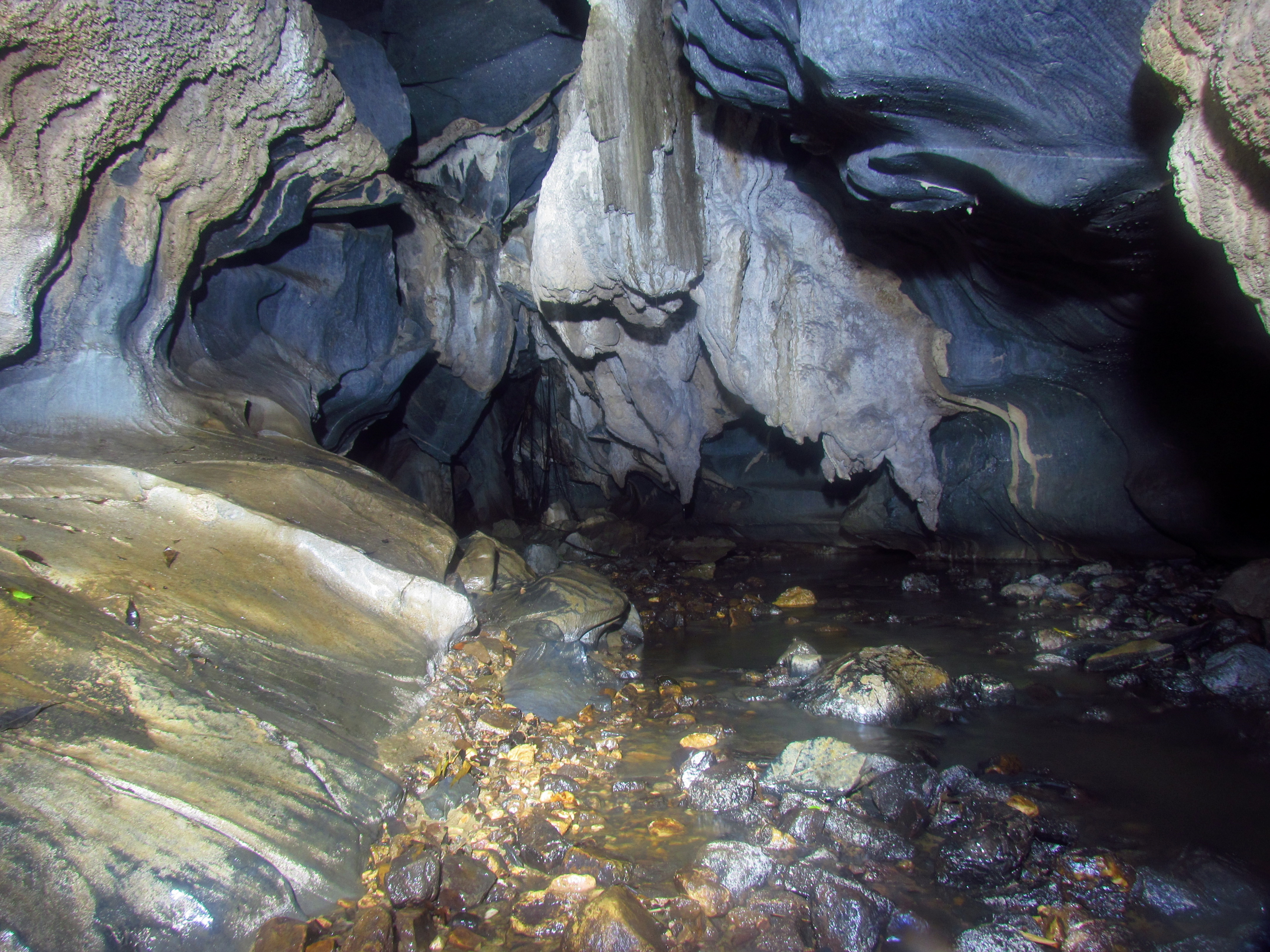
Conduto vadoso ornamentado

## Chapéu Mirim II

### Atrativos
Por ser próximo à entrada de Caboclos, a caverna possui facilidade de acesso, entradas amplas (sumidouro e ressurgência) e possibilita a observação da fauna local, apesar de ter poucos espeleotemas e colunas pequenas.

### Fauna
A fauna aquática presente no rio subterrâneo da caverna é composta por 31 morfoespécie, sendo uma troglomórfica. Assim como na Chapéu Mirim I, as ocorrências de espécies indicadoras de boa qualidade de água são abundantes. 
A fauna terrestre é composta principalmente por invertebrados (50 morfoespécies), sendo que uma espécie de invertebrado apresenta troglomorfismos. Os aracnídeos são um dos grupos mais comuns na caverna, sendo possível observar diversas espécies de aranhas (10 espécies), opiliões (duas espécies) e pseudoescorpiões (uma espécie) no local. As ocorrências de vertebrados (seis morfoespécies) são, principalmente, de morcegos e anuros.

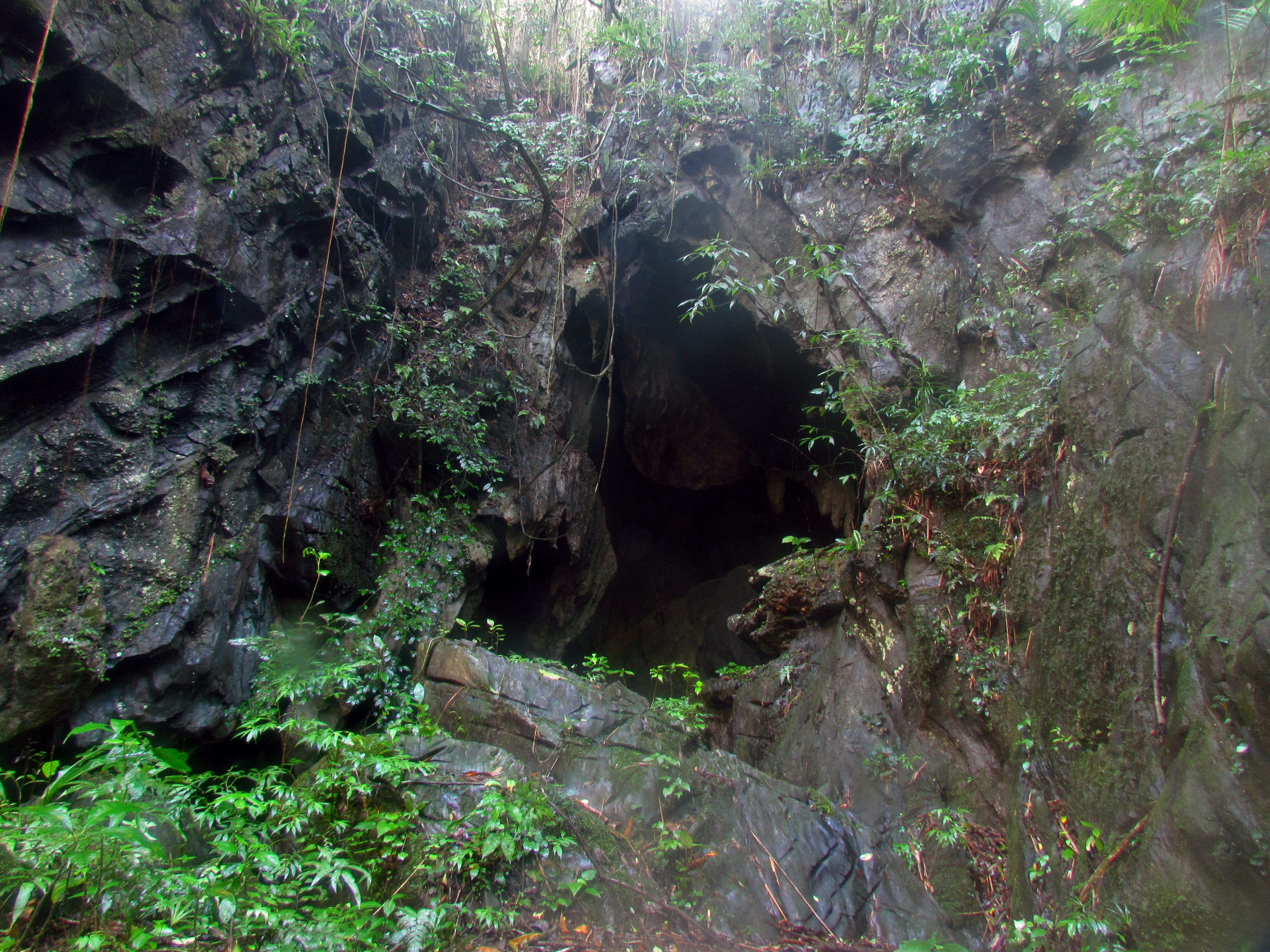
Ressurgência da gruta
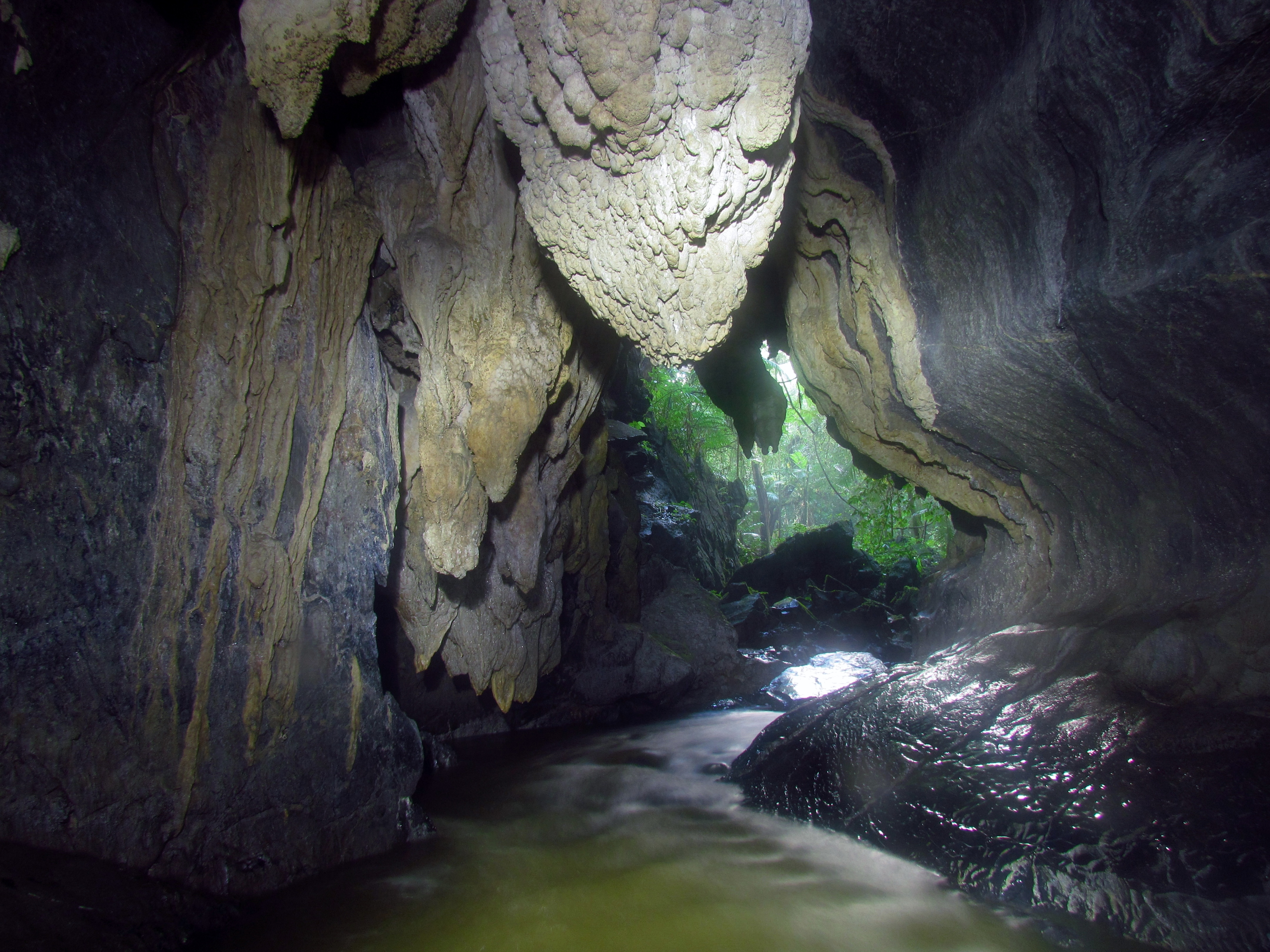
Sumidouro da gruta
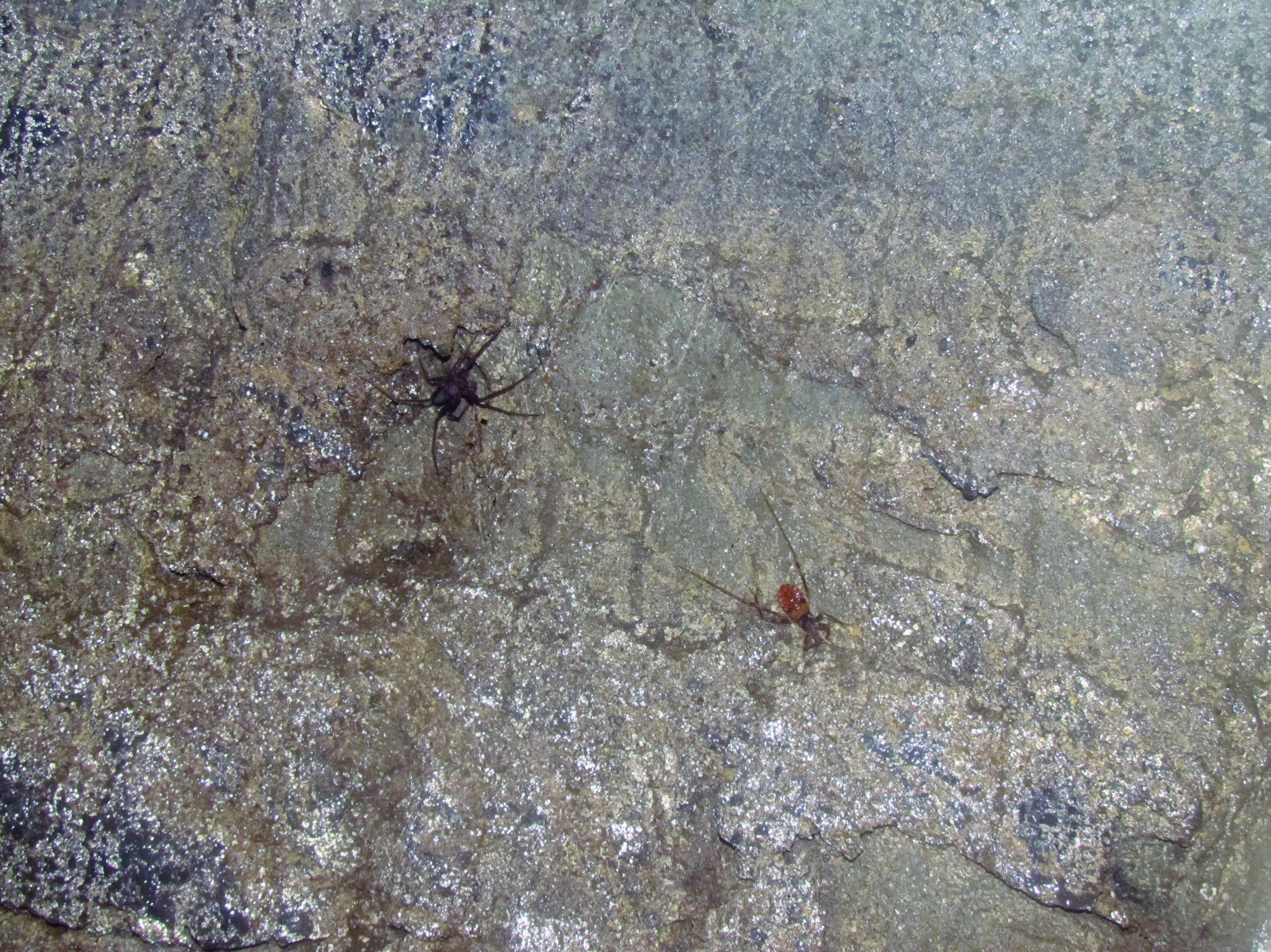
Aracnídeo caçando
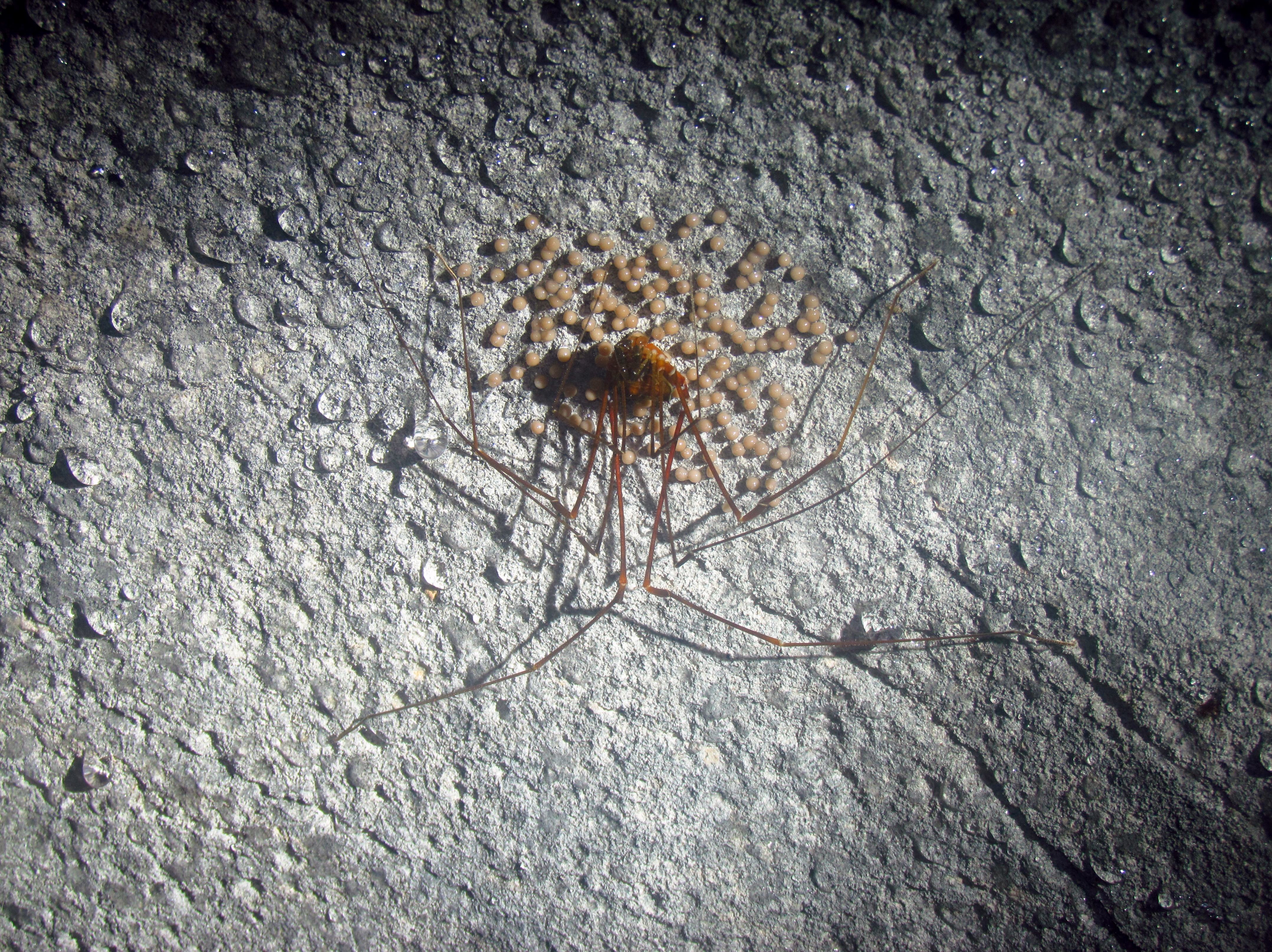
Opilião protegendo os ovos